# Collégiale Saint-Étienne de Hombourg-Haut
De Sint-Stefanuskerk (Frans: Collégiale Saint-Étienne) (Duis: Stifkirche Sankt-Stephan) is de parochiekerk en voormalige kapittelkerk van Hombourg-Haut (Duits:Oberhomburg) in het Franse departement Moselle.

## Fotogalerij

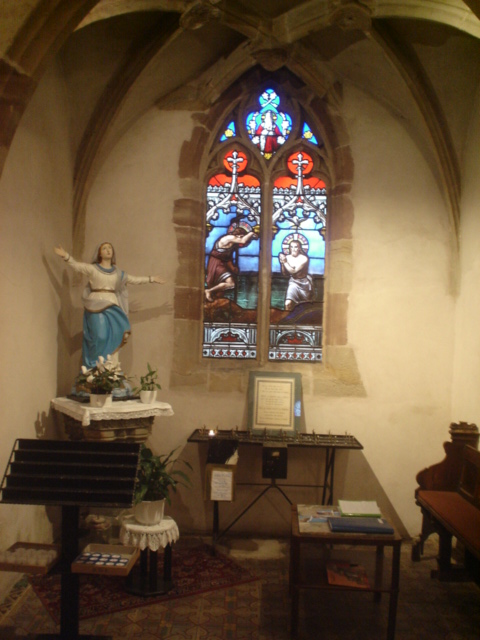
Gebrandschilderd glas (19e eeuw)
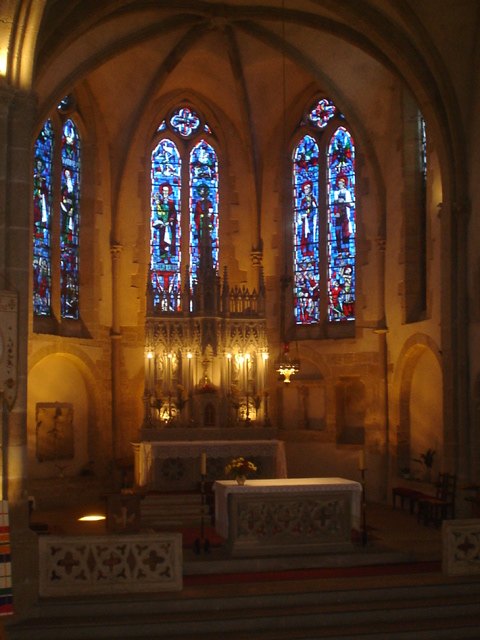
De moderne glas-in-loodramen, 1955 (kunstenaar Jean-Henri Couturat)